# Lago Bukowo
Il lago Bukowo è un lago della Polonia.